# Ursus arctos arctos
L'orso bruno eurasiatico (Ursus arctos arctos Linnaeus, 1758) è una sottospecie di orso bruno diffusa in tutta l'Eurasia settentrionale. La sottospecie è nota anche come «orso bruno comune» e con molti altri nomi colloquiali.

## Descrizione

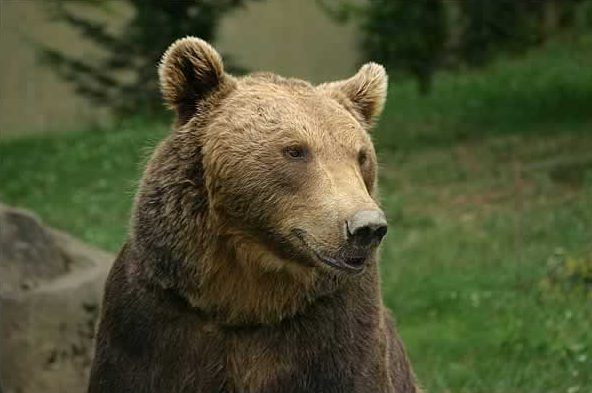
Orso bruno eurasiatico

L'orso bruno eurasiatico ha la pelliccia di colore bruno, ma può variare anche dal giallo-brunastro al bruno scuro, al rosso bruno e, in alcuni casi, può essere perfino quasi nera. Questa folta pelliccia, i cui peli possono raggiungere una lunghezza di 10 cm, è composta da vari strati digradanti. La forma della testa è generalmente quasi rotonda, con orecchie relativamente piccole e rotonde, il cranio è largo e la bocca è munita di 42 denti, tra cui dei canini piuttosto affilati. La struttura ossea è molto resistente e le grosse zampe sono munite di grandi artigli, che possono raggiungere i 10 cm di lunghezza. Il peso varia a seconda dell'ambiente e del periodo dell'anno. Un maschio adulto pesa in media 135–320 kg ed una femmina 90–200 kg. Il più grande orso bruno eurasiatico il cui peso sia stato accertato pesava 360 kg.
Gli orsi ad est degli Urali sono di dimensioni maggiori ed hanno una colorazione più chiara e più rossastra. Gli orsi asiatici, inoltre, sembra che siano più aggressivi di quelli europei. Possiede una vista sviluppatissima la quale gli permette cacciare anche di notte. Di norma l'orso si riposa di giorno per poi cacciare durante la notte.

## Storia

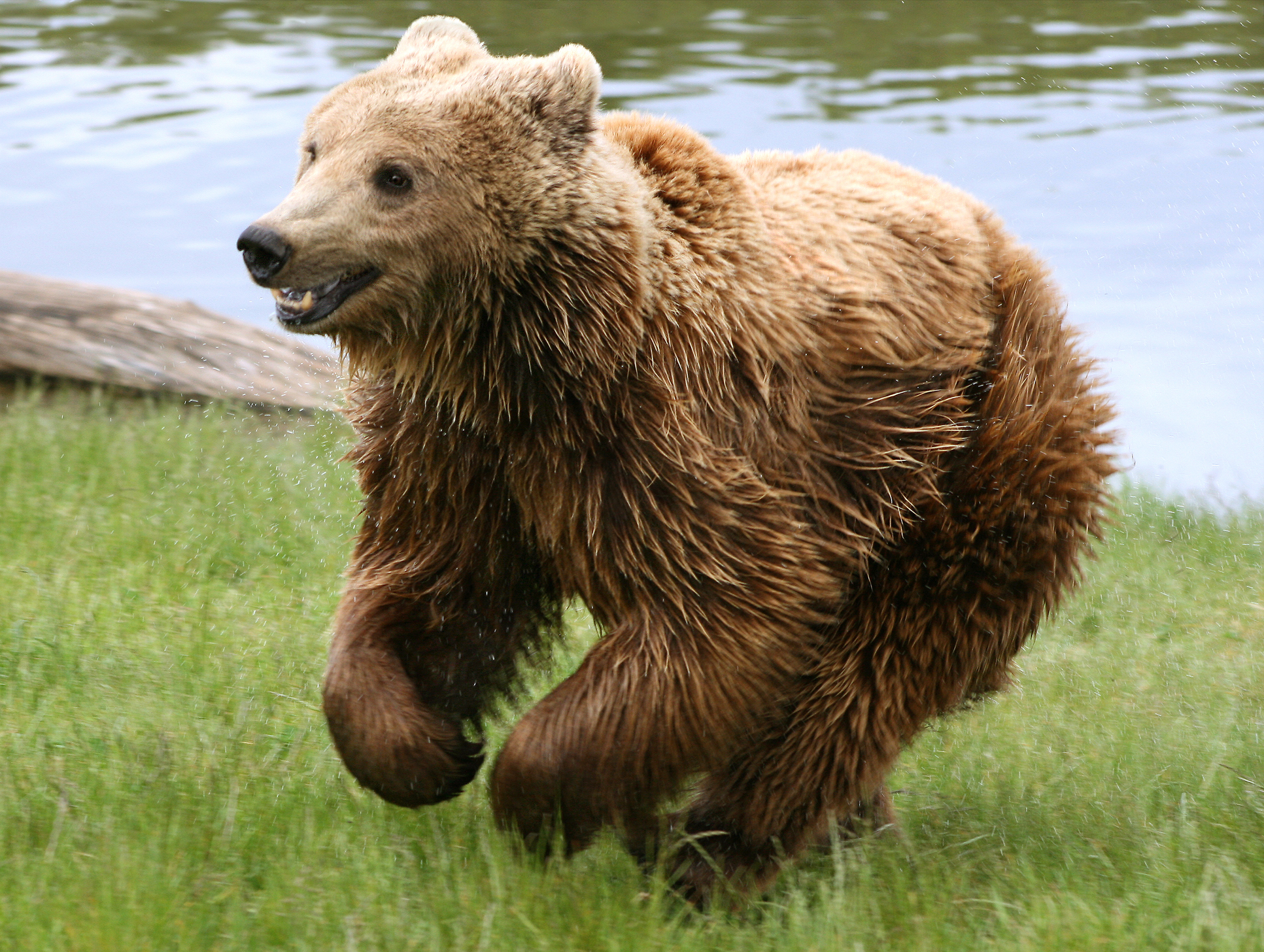
Orso bruno eurasiatico che corre

Gli orsi bruni furono presenti in Gran Bretagna fino al 500 d.C., quando si estinsero a causa della caccia. Gli orsi bruni europei vennero utilizzati nell'antica Roma per combattere nelle arene. Gli orsi più robusti sembra che provenissero dalla Caledonia e dalla Dalmazia. Nell'antichità, l'orso bruno europeo era soprattutto carnivoro, dal momento che l'80% della sua dieta era costituita da materia animale.
Comunque, in seguito alla distruzione del suo ambiente, nel tardo Medioevo la carne costituiva solamente il 40% della sua alimentazione, mentre oggi ammonta a non più del 10-15%. Diversamente dall'America, dove ogni anno vengono uccise in media dagli orsi due persone, in Europa nell'ultimo secolo vi sono stati solo tre attacchi fatali all'uomo (per la precisione in Scandinavia) più un altro in Trentino nel 2023.

## Origine della specie
Le moderne ricerche hanno reso possibile tracciare l'origine di questa specie. È difficile, tuttavia, affermare qualcosa riguardo all'orso bruno, ma si pensa che abbia fatto la sua prima apparizione circa cinque milioni di anni fa. I ricercatori hanno inoltre scoperto che l'orso bruno eurasiatico si separò dal ramo principale circa 850 000 anni fa, dividendosi a sua volta in due rami, gli orsi dell'Europa occidentale e quelli della Russia, dell'Europa orientale e dell'Asia. Grazie alle ricerche effettuate sul DNA mitocondriale, i ricercatori hanno scoperto che la famiglia europea è suddivisa in due sottogruppi, uno originario della penisola iberica e l'altro originario dei Balcani.
In Scandinavia sono presenti quattro popolazioni numerose, tutte quante con il nucleo principale situato in Svezia. Analizzando l'mtDNA delle popolazioni meridionali, i ricercatori hanno scoperto che queste probabilmente provengono dai Pirenei e dai Monti Cantabrici, in Francia meridionale e Spagna. Gli orsi di tali popolazioni si diffusero in Scandinavia durante l'ultima era glaciale. Le popolazioni settentrionali derivano, invece, da quelle russo-finniche. I loro antenati probabilmente sopravvissero all'ultima era glaciale nelle aree libere dai ghiacci, a est dei monti Urali, raggiungendo in seguito la Scandinavia settentrionale.
Gli orsi di quest'ultimo lignaggio popolano anche Carpazi, Polonia, Bielorussia, Russia.

## Distribuzione

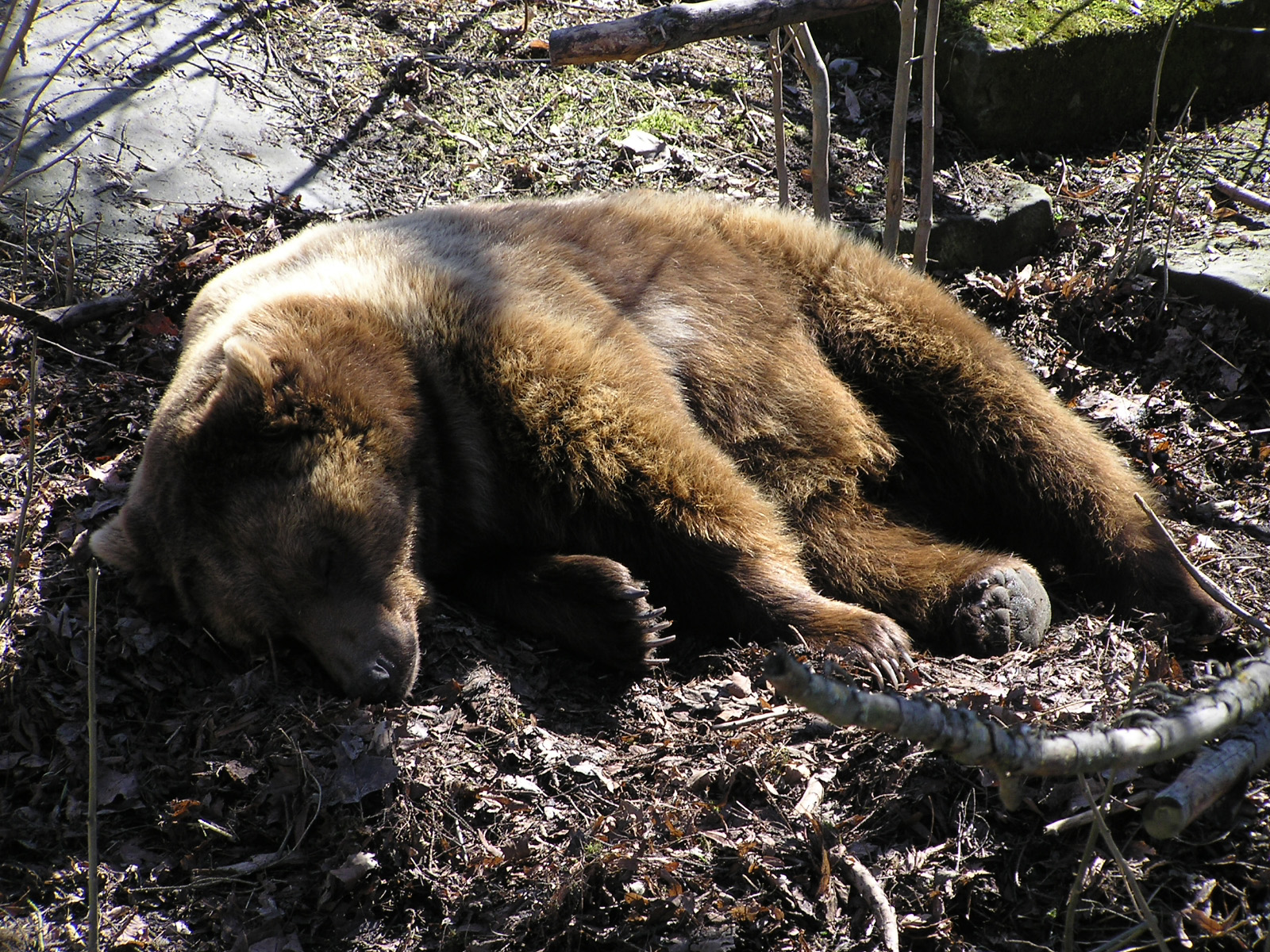
Orso bruno eurasiatico che si riposa

Sebbene l'inclusione nelle specie a basso rischio della lista rossa delle specie minacciate della IUCN del 2006 si riferisca alla popolazione globale, la verità è che le popolazioni locali stanno facendosi sempre più scarse. Proprio per questo la stessa IUCN afferma che 

a basso rischio non sempre significa che la specie non sia a rischio. Vi sono delle specie in diminuzione che vengono considerate a basso rischio.

Gli orsi bruni erano diffusi un tempo dall'Irlanda a ovest fino al Giappone a est, e dal Nordkalotten (Scandinavia settentrionale) a nord fino ai monti dell'Atlante a sud.
È improbabile che sui monti dell'Atlante vi siano ancora orsi bruni e perciò alcune fonti li ritengono estinti in quella zona. L'orso bruno è estinto da molto tempo in Gran Bretagna e in Irlanda, ma sopravvive ancora in Europa settentrionale e in Russia. Sui Pirenei, al confine tra Spagna e Francia, vi è una popolazione ridottissima, al limite dell'estinzione, e un altro gruppo ugualmente minacciato si trova sui Monti Cantabrici, in Spagna.
In Italia si trovano sui monti abruzzesi (sottospecie orso marsicano), e nelle valli del Trentino, del Veneto e del Friuli-Venezia Giulia.
Popolazioni più numerose si trovano in Slovacchia, Slovenia, Bulgaria, Romania e Polonia (sia del nord che del sud), ma anche queste sono popolazioni isolate. La maggior parte degli orsi bruni europei si trova in Russia, sebbene anche questi, prima della rivoluzione russa del 1917, fossero quasi estinti a causa della caccia intensiva.
Le popolazioni più numerose si trovano a est della catena montuosa degli Urali, nelle vaste foreste siberiane, così come in alcune regioni dell'Asia centrale (Stati ex sovietici, Afghanistan, Pakistan, India, Cina centrale) e nell'isola di Hokkaidō, in Giappone.